# Municipio de Holloway
El municipio de Holloway (en inglés: Holloway Township) es un municipio ubicado en el  condado de Person en el estado estadounidense de Carolina del Norte. En el año 2000 tenía una población de 1.919 habitantes.

## Geografía
El municipio de Holloway se encuentra ubicado en las coordenadas 36°29′55.25″N 78°51′38.19″O / 36.4986806, -78.8606083.